# Stewart Barrowclough
Stewart James Barrowclough (Barnsley, 29 ottobre 1951) è un ex calciatore inglese, di ruolo centrocampista.

## Biografia
Suo figlio Carl è a sua volta stato un calciatore professionista.

## Caratteristiche tecniche
Era un'ala.

## Carriera

### Club
Barrowclough esordisce tra i professionisti nel 1969, all'età di 18 anni, con il Barnsley, club della sua città natale, con cui nella stagione 1969-1970 gioca 9 partite nella terza divisione inglese. Nell'estate del 1970 si trasferisce al Newcastle Utd, in prima divisione; gioca con le Magpies per quasi un decennio, trascorso integralmente in questa categoria: tra il 1970 ed il 1978 segna in totale 21 reti in 219 presenze, vincendo tra l'altro una Coppa Anglo-Italiana e due Texaco Cup, oltre a perdere una finale di Coppa di Lega contro il Manchester City.
Successivamente trascorre una stagione sempre in prima divisione con il Birmingham City, con cui segna 2 gol in 29 partite; dal 1979 al 1981 gioca invece in seconda divisione con i Bristol Rovers, per poi tornare al Barnsley, sempre in seconda divisione. Si ritira infine nel 1985 dopo un biennio trascorso in quarta divisione con il Mansfield Town.
In carriera ha totalizzato complessivamente 424 presenze e 48 reti nei campionati della Football League.

### Nazionale
Tra il 1972 ed il 1973 ha totalizzato 5 presenze ed una rete con la maglia della nazionale inglese Under-23.

## Palmarès

### Club

#### Competizioni internazionali
- Coppa Anglo-Italiana: 1

Newcastle: 1973
- Texaco Cup: 2

Newcastle: 1974, 1975